# Іглу

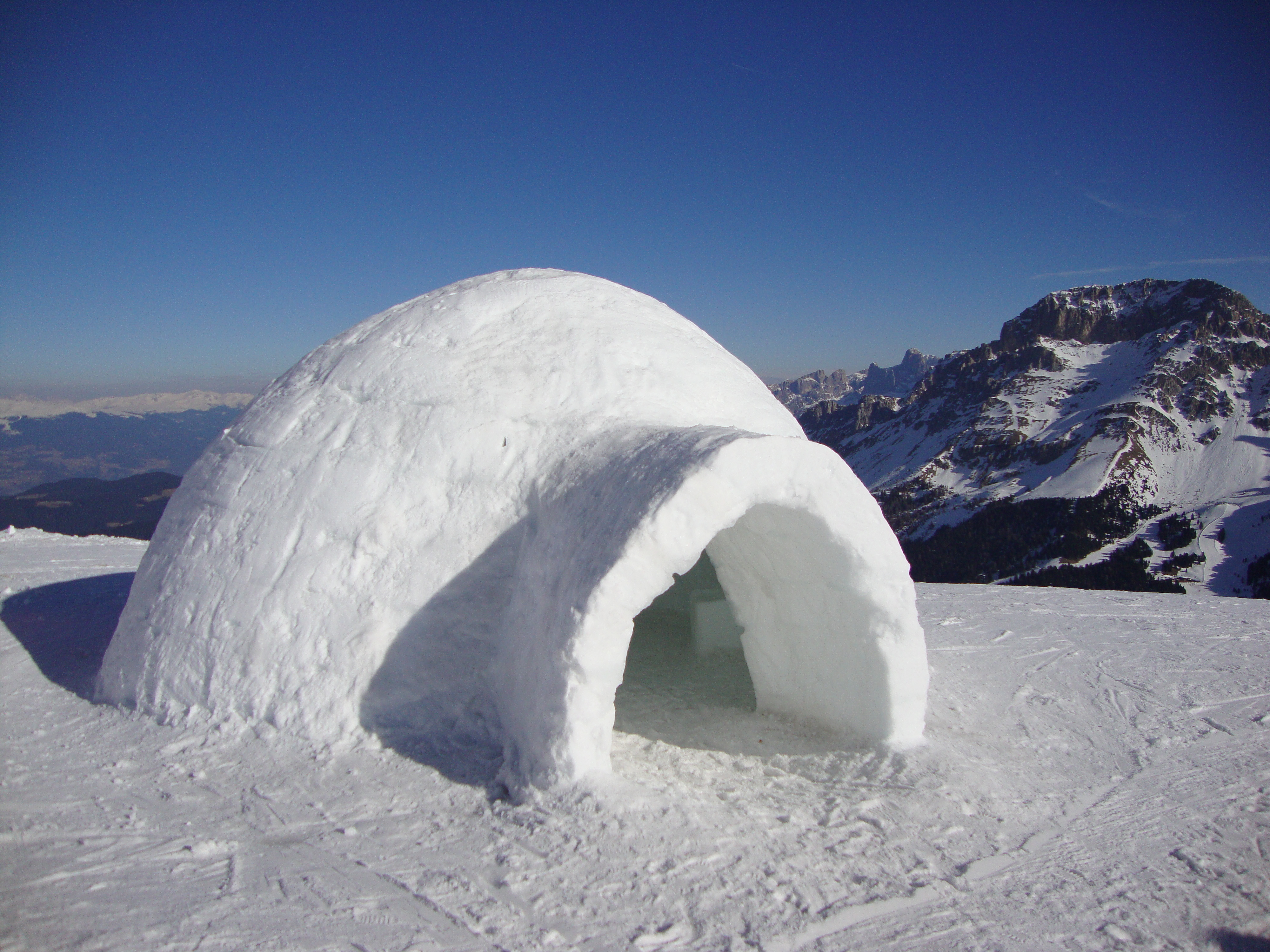
Іглу, споруджене на Алясці.

І́глу (англ. igloo, інуїт. iglu, інук. ᐃᒡᓗ) — зимова куполоподібна хатина з прямокутних і трапецієподібних плит снігу або льоду в інуїтів, діаметром 3-4 метри і висотою близько двох метрів. Внутрішня температура нагрівається до кімнатної, стіни стоплюються, але конструкція не тане, через сніг, який виводить зайве тепло назовні хижки в мороз. Будується хатина у вигляді «равлика».

## Типи іглу
Є три традиційні типи іглу. Вони мають різний розмір і різні призначення.
- Найменші іглу слугують тимчасовим прихистком на дві-три ночі. Їх будують і використовують під час полювання, часто на морській кризі.
- Наступний тип напівпостійне іглу — сімейне житло середнього розміру. Зазвичай це однокімнатне помешкання для однієї або двох родин. Часто зустрічались кілька таких іглу на маленькій території, формуючи селища.
- Найбільші іглу будують по двоє. Одна будівля тимчасова для спеціальних подій, інша поблизу — житло. Такі іглу можуть мати до п'яти кімнат, в яких може проживати до 20 осіб. Великі іглу можуть будуватися з кількох менших з'єднаних за допомогою тунелів і мають спільний вихід на зовні. Такі іглу використовувались для общинних свят і традиційних танців.

## Будівництво іглу
Спочатку закладається сніжний кар'єр. Малюється коло і навколо нього, і всередині сніг лишається цілим (він стає фундаментом). По внутрішній грані кола протоптується канальчик, нахилений всередину (як на велотреку), в який ребром вставляються снігові плити завтовшки 12-16 см. Ці цеглинки робляться зі сніжного насту орієнтовно 60х40х15см (співвідношення довжини до висоти 3/2). Плити першого ряду по висоті зменшуються практично до землі і вкладаються настом назовні. Між першою і останньою цеглинкою влаштовується сходинка. З неї починається другий ряд, який іде по спіралі. Сусідні плити стикаються лише верхніми кутами внутрішніх граней і утворюються щілини, які згодом заліплюються снігом.
Перед влаштуванням останньої плити вирізають низький вхід так, щоб можна було проповзти. Якщо вхід буде нижче рівня підлоги — це забезпечить вихід з хижі важкого вуглекислого газу і вхід легшого кисню. Тому копається вхід у вигляді канави зі сходами. З однієї сторони канава захищається від вітру сніжною стіною. Замикає все горизонтальна плита, яка притискає останню трикутну цеглинку останнього витка спіралі. Після побудови, всередину хижі кладеться примус, в цей час ззовні забиваються щілини між плитами (таким чином відбувається «заплавлення щілин»). Світло в іглу потрапляє через снігові стіни, хоча іноді влаштовують вікна з кишок тюленів або льоду. Поряд з основною хижою впритул будуються маленька хижа, де влаштовується туалет. Стінку між основною хижою і прибудовою вирізають ножем.

Метод викладання льодових цеглин для будівництва іглу.

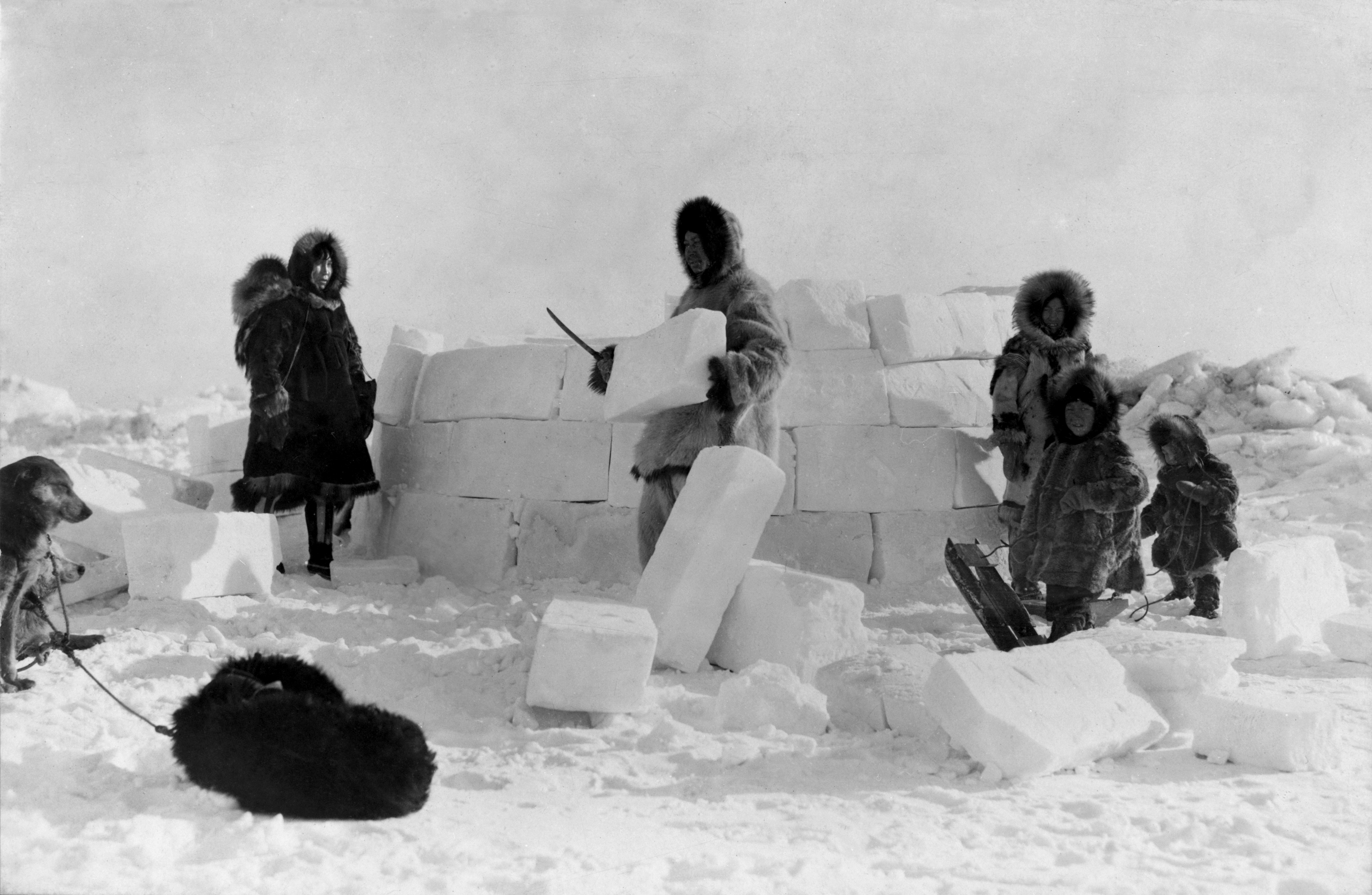
Ескімоси будують іглу, 1924 рік.

Всередині великої хижі біля входу розташовують яму (хол), в якій люди обтрушуються від снігу. З холу по засніжених сходах вони підіймаються на сніжну лежанку, застелену пінопластовими підстилками і спальниками. Також внутрішнє приміщення застилають шкурами, іноді шкурами покривають і стіни. Існують селища з хиж іглу, з'єднаних переходами.
Полярні мандрівники довгий час не могли навчитися будувати іглу, першим став канадець В. Стефансон в 1914 році. Про це він написав в своїй книзі і статтях. Сьогодні іглу використовують також в гірськолижному туризмі як аварійне житло на випадок проблем з наметом (не захищеним від сирості) та довгого перечікування негоди. В іглу вхід розташований нижче підлоги для того, щоб холодне повітря хуртовини не потрапляло в приміщення.